# Cộng hòa Xã hội chủ nghĩa Xô viết tự trị Kazakhstan
Cộng hòa Xã hội chủ nghĩa Xô viết tự trị Kazakhstan (tiếng Nga: Казакская Автономная Социалистическая Советская Республика; tiếng Kazakh: Qazaq Aptonom Sotsijalijstik Sobettik Respuvblijkasь), viết tắt là Kazak ASSR (tiếng Nga: Казакская АССР; tiếng Kazakh: Qazaq ASSR), là một nước cộng hòa tự trị của Liên Xô trong Cộng hòa Xã hội chủ nghĩa Liên bang Nga (RSFSR) tồn tại từ 1925 đến 1936.
Cho đến tháng 2 năm 1936, tên chính thức là Cộng hòa Xã hội chủ nghĩa Xô viết Tự trị Kazak (tiếng Nga: Казахская Автономная Социалистическая Советская Республика), viết tắt là Kazakh ASSR (tiếng Nga: Казахская АССР) và đơn giản là Kazakhstan (tiếng Nga: Казахстан).

## Địa lý
Kazak ASSR kế tục Kirghiz ASSR, bao gồm tất cả lãnh thổ của Cộng hòa Kazakhstan ngày nay cộng với một phần của Uzbekistan (Khu tự trị Karakalpak), Turkmenistan (bờ phía bắc của Kara-Bogaz-Gol) và Nga (một phần của khu vực sẽ trở thành Tỉnh Orenburg). Những lãnh thổ này được chuyển từ ASSR Kazak trong thập kỷ sau.
Các phân khu hành chính của ASSR đã thay đổi nhiều lần trong lịch sử của nó. Năm 1928, các guberniya và huyện hành chính thừa kế từ Kyrgyz ASSR đã bị loại và thay thế bằng 13 okrug và raion. Năm 1932, nước cộng hòa được chia thành sáu oblast lớn hơn gồm:
- Vùng Aktyubinsk (thủ đô: Aktyubinsk);
- Alma-Ata (thủ đô: Alma-Ata);
- Vùng Đông Kazak (thủ đô: Semipalatinsk);
- Vùng Karaganda (thủ đô: Petropavlovsk);
- Vùng phía Nam Kazak (thủ đô: Chimkent);
- Tỉnh Tây Kazak (thủ đô: Uralsk).

Vào ngày 31 tháng 1 năm 1935, nhưng một bộ phận lãnh thổ được thực hiện trong đó bao gồm sáu oblasts liệt kê ở trên cộng với một mới Karkaralinsk quận

## Lịch sử
Cộng hòa Xã hội chủ nghĩa Xô viết tự trị Kazakhstan ban đầu được thành lập với tên gọi là Cộng hòa Xã hội chủ nghĩa Xô viết tự trị Kirghizstan (không nhầm lẫn với Cộng hòa Xã hội chủ nghĩa Xô viết tự trị Kirghiz giai đoạn 1926–1936, một lãnh thổ Trung Á hiện là nhà nước độc lập Kyrgyzstan) vào ngày 26 tháng 8 năm 1920, và là một phần của Cộng hòa Xã hội chủ nghĩa Liên bang Nga. Trước Cách mạng Nga, người Kazakh ở Nga được gọi là "Kirghiz-Kazak" hay đơn giản là "Kirghiz" (và người Kyrgyz là "Kara-Kirghiz").
Tuy nhiên, ngày 15-19 tháng 6 năm 1925, Hội đồng Xô viết Kazakh lần thứ năm đã quyết định đổi tên nước cộng hòa thành Cộng hòa xã hội chủ nghĩa Xô viết tự trị Kazak. Thủ đô của cựu Cộng hòa Xã hội chủ nghĩa Xô viết tự trị Kirghiz, Ak-Mechet, được giữ lại như là thủ đô của Kazak ASSR nhưng được đổi tên thành Kzyl-Orda, nghĩa là "trung tâm đỏ" trong tiếng Kazakh. Năm 1927 hoặc 1929 thành phố Alma-Ata được chọn là thủ đô mới của ASSR. Vào tháng 2 năm 1930, có một cuộc nổi dậy chống Xô viết ở làng Sozak. Vào ngày 5 tháng 12 năm 1936, nước CHXHCNXV Tự trị được tách khỏi Cộng hòa Xã hội chủ nghĩa Xô viết Liên bang Nga và trở thành Cộng hòa Xã hội chủ nghĩa Xô viết Kazakhstan trở thành một nước cộng hòa Liên Xô.